# Bezirk Rovereto
Der Bezirk Rovereto (auch: Roveredo) war ein Politischer Bezirk in der Gefürsteten Grafschaft Tirol. Der Bezirk umfasste Gebiete im Zentrum des Trentino. Sitz der Bezirkshauptmannschaft war die Stadt Rovereto. Das Gebiet wurde nach dem Ersten Weltkrieg Italien zugeschlagen.

## Geschichte
Die modernen, politischen Bezirke der Habsburgermonarchie wurden 1868 im Zuge der Trennung der politischen von der judikativen Verwaltung geschaffen.
Der Bezirk Rovereto entstand 1868 aus den vier Gerichtsbezirken Ala, Rovereto, Mori und Nogaredo, wobei die zum Gerichtsbezirk Rovereto gehörende Stadt Rovereto nicht Teil des Bezirks war.
Im Bezirk Rovereto lebten 1869 50.821 Personen; in ihm befanden sich 9636 Häuser und er umfasste 12,16 Quadratmeilen.
Der Gerichtsbezirk Nogaredo wurde 1905 in Gerichtsbezirk Villa Lagarina umbenannt.
Der Bezirk Rovereto umfasste 1910 eine Fläche von 718,70 km² und beherbergte eine Bevölkerung von 57.167 Personen, davon hatten 294 Deutsch, 55.357 Italienisch oder Ladinisch und 1.516 eine andere Sprache als Umgangssprache angegeben oder waren Staatsfremde. Der Bezirk bestand aus vier Gerichtsbezirken mit insgesamt 42 Gemeinden.
Durch die Grenzbestimmungen des am 10. September 1919 abgeschlossenen Vertrages von Saint-Germain wurde der Bezirk Rovereto zur Gänze Italien zugeschlagen.